# Straatkind

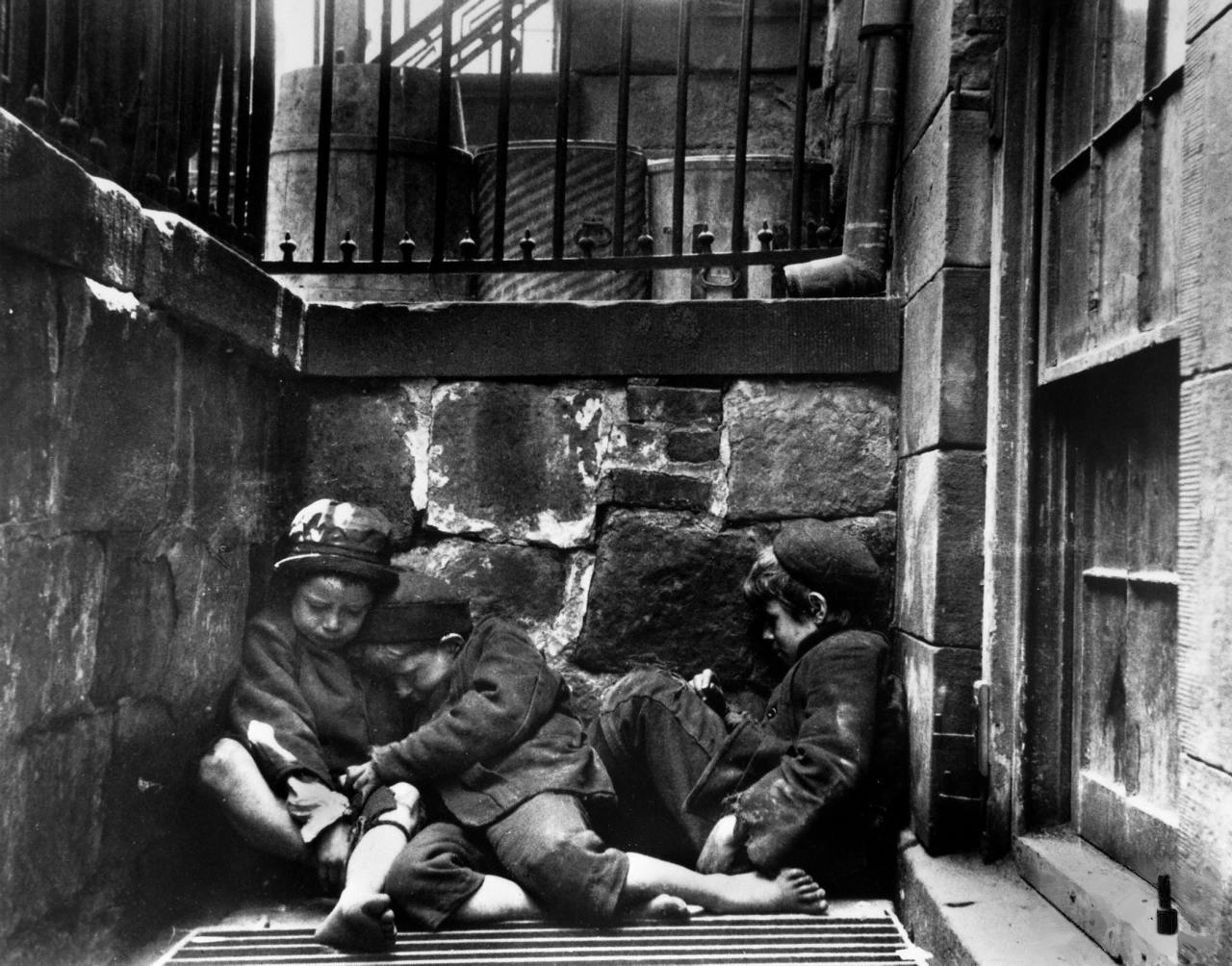
Slapende straatkinderen op een foto uit 1890 door Jacob Riis

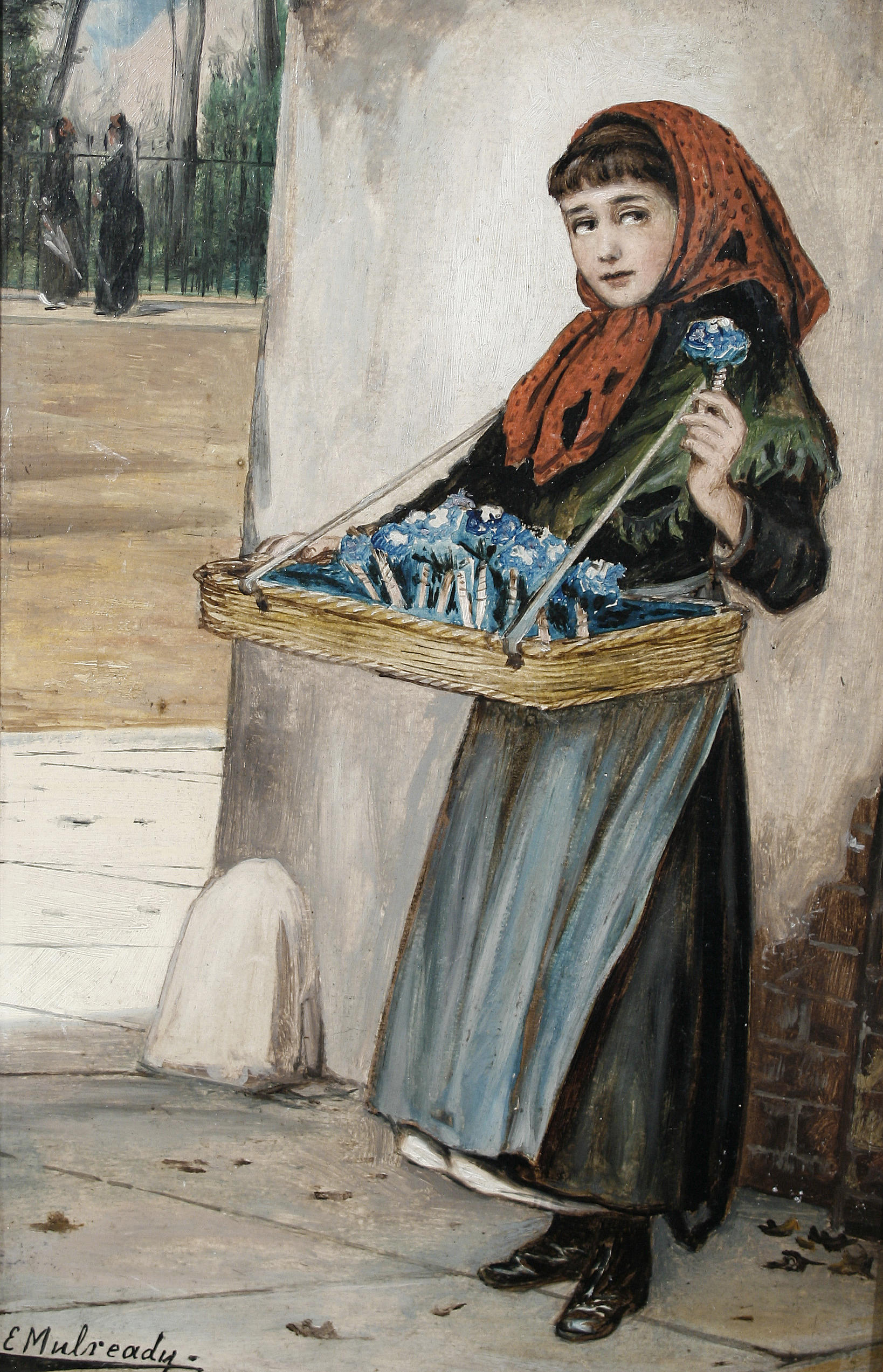
Augustus Edwin Mulready: bloemenverkoopster

Een straatkind is een kind dat niet bij zijn of haar ouders thuis woont maar op de straat leeft. Over het algemeen gaan straatkinderen niet naar school.
Straatkinderen verkopen lootjes, ze wassen auto's of ze plegen kleine diefstallen om aan geld en aan voedsel te komen om te kunnen overleven.
Naar schatting leven tussen 100 miljoen en 150 miljoen kinderen op straat. Sommige verwachtingen gaan ervan uit dat dit aantal tot 2020 zal toenemen tot 800 miljoen.
UNICEF definieert straatkinderen in twee categorieën:
1. Kinderen die een of andere economische activiteit op straat uitvoeren, zoals bedelen of verkopen. Zij gaan aan het eind van de dag naar huis om hun verdienste aan hun familie af te dragen. Omdat deze families vaak instabiel zijn, kiezen kinderen soms voor een permanent leven op straat.
2. Kinderen die buiten een familiekring op straat leven. Familiebanden bestaan wellicht wel, maar zijn los en worden weinig onderhouden.

Wereldwijd leven straatkinderen veelal in de sloppenwijken van steden. Straatkinderen zijn niet per definitie thuisloos of zonder familie, maar leven in een situatie waar geen bescherming, toezicht of sturing van verantwoordelijke volwassenen is. Straatkinderen vormen een kwetsbare groep en zijn vaak slachtoffer van geweld of misbruik.